# Enfermedades ambientales
En epidemiología, las enfermedades ambientales son enfermedades que pueden atribuirse directamente a factores ambientales (a diferencia de factores genéticos o infección). Además de los verdaderos trastornos genéticos monogénicos, las enfermedades ambientales pueden determinar el desarrollo de la enfermedad en aquellos genéticamente predispuestos a una condición particular. El estrés, el abuso físico y mental, la dieta, la exposición a toxinas, patógenos, radiación y productos químicos que se encuentran en casi todos los productos de cuidado personal y productos de limpieza domésticos son posibles causas de un gran segmento de enfermedades no hereditarias. Si un proceso de la enfermedad se concluye a ser el resultado de una combinación de genética e influencias de factores del medio ambiente, su origen etiológico puede ser referido como teniendo un multifactorial patrón. 
Hay muchos tipos diferentes de enfermedades ambientales que incluyen:
- Enfermedades del estilo de vida, como enfermedades cardiovasculares, enfermedades causadas por el abuso de sustancias, como el alcoholismo, y enfermedades relacionadas con el tabaquismo.
- Enfermedad causada por factores físicos en el ambiente, como el cáncer de piel causado por la exposición excesiva a la radiación ultravioleta en la luz solar
- Enfermedad causada por la exposición a tóxicos o irritantes químicos en el medioambiente, tales como metales tóxicos

## Enfermedades ambientales vs. Enfermedades relacionadas con la contaminación
Las enfermedades ambientales son un resultado directo del medio ambiente. Esto incluye enfermedades causadas por abuso de sustancias, exposición a productos químicos tóxicos y factores físicos en el medio ambiente, como la radiación UV del sol, así como la predisposición genética. Mientras tanto, las enfermedades relacionadas con la contaminación se atribuyen a la exposición a toxinas en el aire, el agua y el suelo. Por lo tanto, todas las enfermedades relacionadas con la contaminación son enfermedades ambientales, pero no todas las enfermedades ambientales son enfermedades relacionadas con la contaminación. 

## Productos químicos

### Metales
El envenenamiento por plomo y mercurio se conoce desde la antigüedad. Otros metales tóxicos o metales que provocan reacciones inmunes adversas son arsénico, fósforo, zinc, berilio, cadmio, cromo, manganeso, níquel, cobalto, osmio, platino, selenio, teluro, talio, uranio y vanadio. 

### Halógenos
Hay muchas otras enfermedades que probablemente hayan sido causadas por aniones comunes que se encuentran en el agua potable natural. El fluoruro es uno de los más usuales que se encuentran en climas más secos, donde la geología favorece la liberación de iones de fluoruro al suelo a medida que las rocas se descomponen. En Sri Lanka, el 90% del país está cubierto por rocas metamórficas cristalinas, la mayoría de las cuales tienen mica como mineral principal. La mica transporta fluoruro en su estructura y se libera al suelo cuando se descompone. En los climas secos y áridos, el fluoruro se concentra en el suelo y se disuelve lentamente en aguas subterráneas poco profundas. Esta ha sido la causa de los altos niveles de fluoruro en el agua potable, donde la mayoría de los habitantes de las zonas rurales de Sri Lanka obtienen su agua potable de los pozos de los jardines. El alto contenido de fluoruro en el agua potable ha causado una alta incidencia de fluorosis entre la población de la zona seca en Sri Lanka. Sin embargo, en la zona húmeda, las altas precipitaciones eliminan efectivamente el fluoruro de los suelos donde no es evidente la fluorosis. En algunas partes de Sri Lanka también se ha observado una deficiencia de yodo que se ha identificado como resultado de la fijación de yodo por óxido de hierro hidratado que se encuentra en suelos lateríticos en tierras bajas costeras húmedas. 

### Compuestos orgánicos
Además, hay enfermedades ambientales causadas por los compuestos de carbono aromático que incluyen: benceno, hexaclorociclohexano, diisocianato de tolueno, fenol, pentaclorofenol, quinona e hidroquinona. 
También se incluyen los aromáticos nitro-, amino-, y derivados piridilium: nitrobenceno, dinitrobenceno, trinitrotolueno, sulfato de parametilaminofenol (Metol), dinitro-orto-cresol, anilina, trinitrofenilmetilamina (tetril), hexanitrodifenilamina (aurantia), fenilendiaminas, y paraquat. 
Los compuestos de carbono alifático también pueden causar enfermedades ambientales. En estos se incluyen metanol, nitroglicerina, nitrocelulosa, dimetilnitrosamina y los hidrocarburos halogenados: cloruro de metilo, bromuro de metilo, tricloroetileno, tetracloruro de carbono y los naftalenos clorados. También se incluyen glicoles: clorhidrina de etileno y dióxido de dietilenglicol, así como disulfuro de carbono, acrilonitrilo, acrilamida, y cloruro de vinilo. 

### Gases nocivos
Los gases nocivos se pueden clasificar como: asfixiantes simples, asfixiantes químicos y gases irritantes. Los asphixiants simples son nitrógeno, metano y dióxido de carbono. Los asfixiantes químicos son monóxido de carbono, hidrógeno sulfurado y cianuro de hidrógeno. 
Los gases irritantes son dióxido de azufre, amoníaco, dióxido de nitrógeno, cloro, fosgeno y flúor y sus compuestos, que incluyen luroína y ácido fluorhídrico, fluorita, fluorapatita, criolita y compuestos orgánicos de flúor. 

## Categorización y vigilancia
La Guardia Costera de los EE. UU. ha desarrollado un sistema integral para la vigilancia de enfermedades en el lugar de trabajo. 
La quinta edición de la American Medical Association de Current Medical Information and Terminology (CMIT) se utilizó como referencia para expandir la lista básica de 50 eventos centinela de salud (ocupacional) [SHE (O)] publicada por el National Institute for Occupational Health and Safety (NIOSH), septiembre de 1983. 